# Глен Клайър
Глен Клайър (на английски: Glenn Kleier) е американски бизнесмен и писател на произведения в жанра трилър.

## Биография и творчество
Глен Клайър е роден през 1949 г. в Луисвил, Кентъки, САЩ. Завършва католическата гимназия „Свети Ксавиер“ в Луисвил. В училище опитва да пише и мечтае да бъде писател. Учи в колеж в Синсинати. След дипломирането си работи в отдела за маркетинг на издателска компания. После се насочва към рекламата и работи в компания „Рос Перо“. Основава и е президент на националната компания за маркетинг и комуникации „Kleier Communications“. В края на 80-те решава да опита отново да преследва писателската си кариера и в продължение на години твори първия си ръкопис.
Първият му трилър „The Last Day“ (Последният ден) е издаден през 1997 г. В него телевизионният кореспондент Джон Фелдман се впуска в опасна мисия, за да разбере изненадващата поява през 1999 г. на жена с изключителни сили, нарекла себе си новия Месия, и довела до опасен идеологически конфликт. Разследванията му го водят до израелска лаборатория извършваща клониране.
През 2011 г. е издаден трилърът му „Тайното познание“. От малък Иън Баринджър носи чувството за вина за катастрофата, в която губи родителите си. Той е обсебен от идеята за живота след смъртта, издирва всякакви доказателства за това в картините на Йеронимус Бош, творчеството на Данте Алигиери, средновековните легенди и тайните на църквата, и прекрачва прага между живота и смъртта в пътешествие в Отвъдното.
Глен Клайър живее със семейството си в Луисвил.

## Произведения

### Самостоятелни романи
- The Last Day (1997)
- The Knowledge of Good & Evil (2011)
Тайното познание, изд.: „Софтпрес“, София (2012), прев. Яна Маркова